# Wiesendangen
Wiesendangen (toponimo tedesco) è un comune svizzero di 6 296 abitanti del Canton Zurigo, nel distretto di Winterthur.

## Storia
Nel 2014 ha inglobato il comune soppresso di Bertschikon.

## Monumenti e luoghi d'interesse

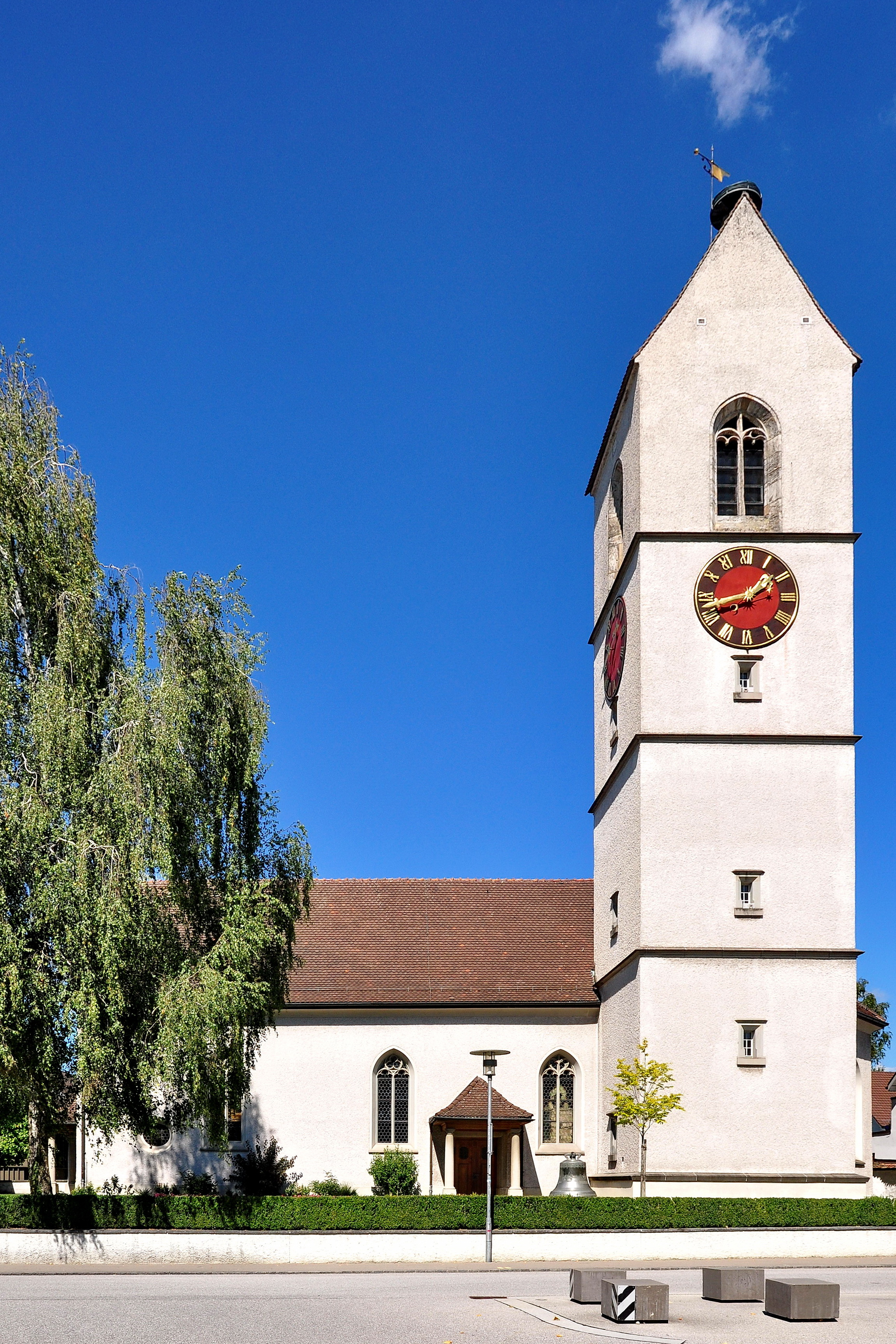
La chiesa riformata

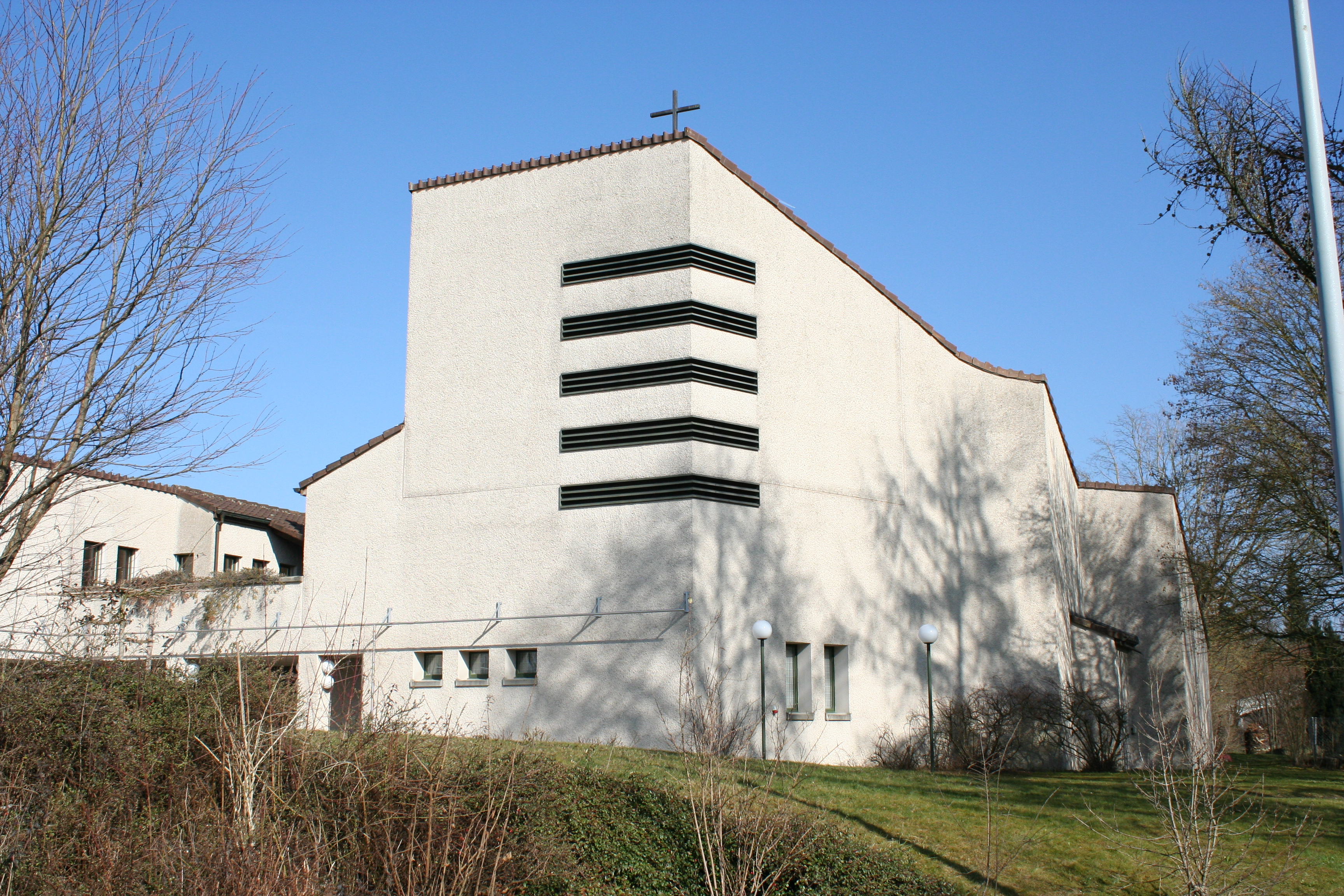
La chiesa di Santo Stefano

- Chiesa riformata (già della Santa Croce), attestata dal 1155 e ricostruita nel 1490-1515[1];
- Chiesa cattolica di Santo Stefano, eretta nel 1981[1].

## Società

### Evoluzione demografica
L'evoluzione demografica è riportata nella seguente tabella:
Abitanti censiti

## Geografia antropica

### Frazioni
- Wiesendangen
  - Attikon
  - Buch
  - Menzengrüt
  - Wallikon
- Bertschikon[3]
  - Gundetswil
  - Gündlikon
  - Kefikon
  - Liebensberg
  - Stegen
  - Zünikon

## Infrastrutture e trasporti
Wiesendangen è servito dall'omonima stazione e da quella di Rickenbach-Attikon sulla ferrovia Winterthur-Romanshorn.

## Amministrazione
Ogni famiglia originaria del luogo fa parte del cosiddetto comune patriziale e ha la responsabilità della manutenzione di ogni bene ricadente all'interno dei confini del comune.